# Sebastián Salvat
Sebastián Salvat (Buenos Aires, 5 de abril de 1967) es un exrugbista argentino. Se desempeñaba como fullback o centro. Actualmente ejerce su profesión de arquitecto.

## Selección nacional
Debutó en los Pumas con 20 años el 15 de mayo de 1987 ante los Teros. Se retiró de ella el 21 de octubre de 1995 ante Francia. En total jugó 37 partidos y marcó 58 puntos.

### Participaciones en Copas del Mundo
| Mundial                       | Sede          | Resultado    | PJ | Tries |
| ----------------------------- | ------------- | ------------ | -- | ----- |
| Copa Mundial de Rugby de 1987 | Nueva Zelanda | Primera fase | 2  | 0     |
| Copa Mundial de Rugby de 1995 | Sudáfrica     | Primera fase | 3  | 0     |

## Palmarés
- Campeón del Torneo Sudamericano de 1987, 1991, 1993 y 1995.
- Campeón del Torneo de la URBA de 1990, 1991, 1992 y 2001.